# Amber Bezer
Amber Fiona Bezer (* 1968 in Swindon, England) ist eine britische Schauspielerin.

## Leben
Bezer begann ihre Film- und Fernsehkarriere 1985 mit der Rolle der Nikki, die sie in zwei Folgen der Science-Fiction-Serie Die dreibeinigen Herrscher darstellte. Ihre einzige Spielfilmrolle spielte sie in Michael Winners Agatha-Christie-Verfilmung Rendezvous mit einer Leiche an der Seite von Peter Ustinov, Lauren Bacall und Carrie Fisher. Bezer blieb Winner bis zu dessen Tod freundschaftlich verbunden. Zeitweise teilte sie sich eine Wohnung in London mit Catherine Zeta-Jones und trat am Londoner West End in Produktionen von Annie und Bugsy Malone auf. Sie hatte weitere Engagements beim Fernsehen, unter anderem in Casualty und Achtung: Streng geheim!; in einer Miniserie über Charlie Chaplin war sie in der Rolle der Alice zu sehen. Mitte der 1990er Jahre zog sie sich ins Privatleben zurück.

## Filmografie (Auswahl)
- 1985: Die dreibeinigen Herrscher (The Tripods)
- 1988: Rendezvous mit einer Leiche (Appointment with Death)
- 1989: Young Charlie Chaplin
- 1993: Casualty
- 1994: Achtung: Streng geheim! (Mission Top Secret)
- 1995: Auweia! Smith & Jones (Alas Smith & Jones)